# Valeria del Puerto

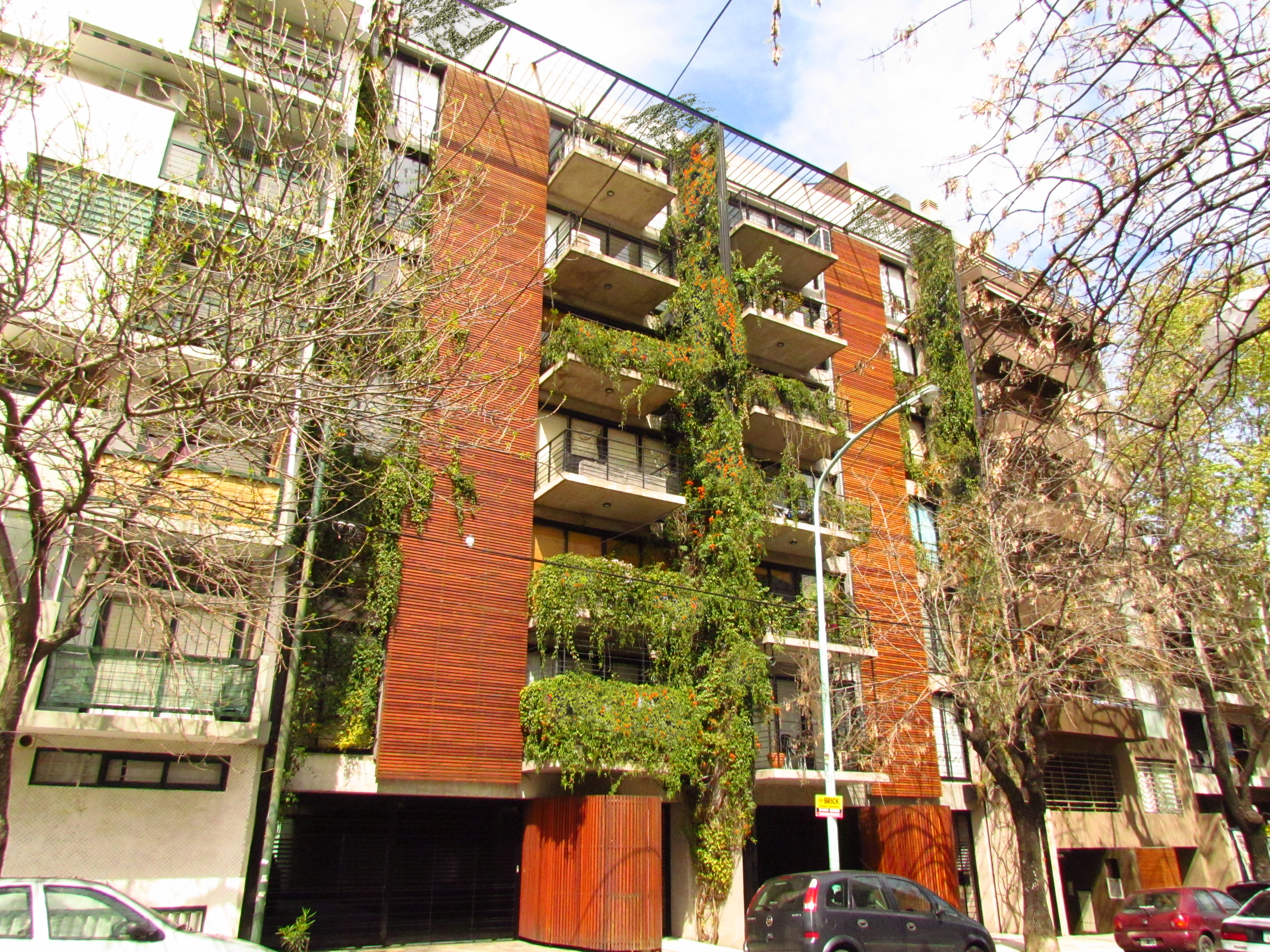
Edificio Maure 3310-3320. Estudio del Puerto - Sardín

Valeria del Puerto (Buenos Aires, 1965) es una arquitecta argentina, titular de uno de los estudios (del Puerto-Sardín) más importantes de arquitectura verde y arquitectura sustentable con vasta trayectoria en la participación de concursos públicos en Argentina y actualmente Presidenta del CPAU (Consejo Profesional de Arquitectura y Urbanismo) .

## Primeros años
Tuvo una temprana vocación por la arquitectura que se plasmaba en su interés en la organización de los espacios que habitamos, los modos en que se vive, las imágenes del entorno, pese a no tener tradición esta carrera dentro de su familia. Estudió en la Facultad de Arquitectura y Urbanismo de la Universidad de Buenos Aires donde egresó en 1989.

## Trayectoria
A fines del año 1988, ella y Horacio Sardín decidieron reunirse con otros compañeros del Taller Vertical Miguel Ángel Roca, de la Universidad de Buenos Aires, para integrar un estudio junto al arquitecto Miguel Ángel Roca. Entre los años 1997 y 2001 conformaron el estudio Grupotres y en paralelo del Puerto participa en la docencia en este mismo taller. En 2001 se asocian con Sardín para conformar el estudio del Puerto-Sardín. Además forman grupos de trabajo con otros arquitectos como Roberto Frangella y Bárbara Berson.
Del Puerto participa además en asociaciones profesionales. Ha sido miembro del Colegio de Asesores y Jurados de la Sociedad Central de Arquitectos, Protesorera Sociedad Central de Arquitectos desde el año 2013, Prosecretaria Sociedad Central de Arquitectos años 2010-2013, Presidente de la Subcomisión de Cultura de la Sociedad Central de Arquitectos años 2010-2013, Miembro de la Comisión de Ética del Consejo Profesional de Arquitectura y Urbanismo desde el año 2008,  Miembro de la Subcomisión de Concursos de la SCA  2006-2010 y Consejera del CPAU 2008-2010.
En sus obras se destaca la preocupación por los valores del lugar, de la región, del ambiente, desde un enfoque humanista.

## Obras
Del Puerto y Sardín han desarrollado más de 60 diseños desde 1991: 30 edificios o conjuntos construidos o en construcción, entre ellos 4 conjuntos habitacionales de interés social, 15 edificios de vivienda colectiva, 10 edificios de oficinas y comerciales, hoteles, facultades, propuestas de diseño urbano y pabellones, tanto en Argentina como en otros países (México, Uruguay, Paraguay, España, Mongolia, Estados Unidos).

## Premios y reconocimientos
Sus trabajos han sido publicados en revistas y libros nacionales y extranjeros y expuestos tanto en la Bienal de Arquitectura de Buenos Aires como en otras del extranjero participado en múltiples exposiciones individuales y colectivas como las  Bienales Internacionales de San Pablo, Quito, Bogotá, Londres y Venecia, entre otras.
Por su  participación en concursos se destacan los primeros premios:
- Premio en Ciudad Judicial de la Ciudad de Buenos Aires (1999);[6]
- Laboratorios de Investigación para el Conicet, Salta (2000);[7]
- Premio Museo Luis  Perlotti, Buenos Aires;[7]

- Premio Escuela de Música de la UNSJ, en San Juan (2008);[7]

- Premio por el Pabellón del Bicentenario de Buenos Aires (2010);[7][1]

- Premio Bienal de Arquitectura SCA- CPAU (2010).[7]

También recibió el Premio Konex en 2022 por la trayectoria en los últimos años de su estudio junto a su socio Horacio Sardín.